# Сильвана Арменулич
Сильвана Арменулич (имя при рождении — Зилха Байрактаревич; 18 мая 1939, Добой — 10 октября 1976, Колари) — югославская эстрадная певица, исполнительница народных песен.

## Биография
Зилха Байрактаревич родилась 18 мая 1939 года в городе Добой в многодетной семье босняков-мусульман. Её отец работал кондитером.
С раннего детства Зилха увлекалась пением. В школе играла на мандолине. Когда она решила стать профессиональной певицей, отец поддержал этот выбор.
В возрасте шестнадцати лет переехала к тётке в Сараево, начинала петь в барах. После того, как она достигла определённой известности в Боснии, переехала в Белград. Она изменила свое имя в честь итальянской актрисы Сильваны Мангано, чей фильм «Горький рис» ей очень нравился. В 1961 году вышла замуж за известного югославского теннисиста Радмило Арменулича, в 1964 году у них родилась дочь.
Её карьера развивалась стремительно, и вскоре она стала одной из наиболее коммерчески успешных певиц Югославии. Её песни «Šta će mi život» («Чем будет моя жизнь»), «Moj dilbere» («Мой возлюбленный») и «Noćas mi srce pati» («Сегодня ночью моё сердце страдает») получили общенациональную известность. В её репертуаре была как современная фолк-музыка, так и традиционные песни севдалинки (была известна как «королева севдалинки»). В начале 1970-х годов снялась в нескольких художественных и телевизионных фильмах.
Сильвана Арменулич погибла 10 октября 1976 года в ДТП на шоссе Белград—Ниш у села Колари под Смедерево. Вместе с ней погибли её сестра Мирьяна Баряктаревич и руководитель Народного оркестра радио и телевидения Белграда Миодраг Яшаревич. Сильвану Арменулич и её сестру похоронили рядом на Новом кладбище Белграда.